# Trichopterolophia andamanica
Trichopterolophia andamanica är en skalbaggsart som beskrevs av Stefan von Breuning 1960. Trichopterolophia andamanica ingår i släktet Trichopterolophia och familjen långhorningar. Inga underarter finns listade i Catalogue of Life.